# Guglielmo di Occam
Guglielmo di Occam od Ockham (in latino Guillelmus de Ockham, in inglese William of Ockham; Ockham, 1288 – Monaco di Baviera, 10 aprile 1347) è stato un teologo, filosofo e francescano inglese; è conosciuto come Venerabilis Inceptor (venerabile principiante) e Doctor Invincibilis.
Occam è l'autore di quel principio metodologico di filosofia, conosciuto come rasoio di Occam, che prescrive di non postulare o ammettere entità non necessarie quando si cerca di spiegare un fenomeno.

## Biografia
Nacque nel villaggio di Ockham, nel Surrey, intorno al 1288. All'età di circa 11 anni fu affidato all'ordine francescano. Presso i "Frati grigi", com'erano comunemente chiamati i Francescani in Inghilterra, apprese a leggere, a scrivere e a salmodiare. Avendo notata la sua pronta intelligenza, nel 1305 circa i superiori decisero di fargli proseguire gli studi allo Studium generale francescano d'Inghilterra, che si trovava a Londra. Qui Guglielmo studiò le materie del trivium e del quadrivium. Intorno al 1310-11 fu selezionato per studiare teologia all'Università di Oxford, dove i Francescani avevano un proprio istituto. Faceva parte del curriculum degli studi universitari analizzare e commentare i quattro libri delle Sententiae del teologo italiano Pietro Lombardo. Guglielmo completò il suo commento alle Sententiae tra il 1317 e il 1319.
Dopo aver ottenuto la licenza in teologia intraprese l'insegnamento nella medesima università. Come magister partecipò a diverse disputationes. Ne furono trascritte sette, tutte revisionate da Guglielmo tra il 1321 e il 1324. Nel 1324 ad Avignone fu accusato di eresia dal Cancelliere dell'università di Oxford, John Lutterell, che aveva estratto una lista di cinquantasei articoli dal commento alle Sententiae; il pontefice Giovanni XXII nominò una commissione d'inchiesta composta da sei membri che esaminò cinquantuno sue enunciazioni teologiche.
Dopo un primo rapporto, giudicato non abbastanza severo, ne fu redatto un secondo nel quale 7 articoli furono condannati come eretici, 37 dichiarati falsi, 4 ritenuti ambigui o temerari o ridicoli, 3 non censurati. Nonostante questo giudizio la condanna formale da parte di Papa Giovanni XXII, per motivi sconosciuti, non fu mai pronunciata. Ad Avignone, dove soggiornò per quattro anni, conobbe Michele da Cesena, il ministro generale dell'ordine francescano, che condivideva con lui l'idea che le comunità cristiane potessero avere in uso dei beni ma mai possederli, secondo la dottrina della povertà evangelica, un'idea radicale contraria a quanto sosteneva il papato. Di conseguenza, per evitare la "reprimenda" del papa, nel maggio 1328 Guglielmo si ritirò a Pisa, dove entrò al seguito dell'imperatore Ludovico il Bavaro al cui fianco si era schierato nella controversia tra l'Impero e il Papato.
Lì arrivò la scomunica da parte del papa, dopo la quale Guglielmo decise di seguire l'imperatore andando con lui a Monaco di Baviera, seguito anche da Michele da Cesena, con il quale continuò la polemica contro la Chiesa. Morto l'imperatore e il generale francescano, Guglielmo morì nel 1347. Le fonti segnalano una lettera di Papa Clemente VI dell'8 giugno 1349 che autorizza Il Ministro Generale dell'Ordine dei Frati Minori, eletto nel Capitolo di Verona del giugno 1348 in sostituzione di Michele da Cesena, a concedere il perdono a "Guilelmus de Anglia"; costui però non è Guglielmo di Occam, ma un suo compagno che restituì il sigillo dell'Ordine e si sottomise all'autorità papale.

## Il pensiero

Quaestiones in quattuor libros sententiarum

Guglielmo, nella disputa tra papa, imperatore e i nuovi poteri delle monarchie nazionali e delle città, che si ponevano spesso allo stesso livello dei poteri "universalistici" di papa e imperatore, si oppose sia alle tesi ierocratiche di Bonifacio VIII, sia a quelle della laicità dello Stato di Marsilio da Padova. Secondo lui autorità religiosa e civile dovevano essere nettamente separate perché finalizzate a scopi diversi, così come diversi erano i campi della fede e della ragione.
Occam è convinto dell'indipendenza di fede e ragione e porta alle estreme conseguenze quella linea di pensiero che aveva già perseguito Duns Scoto; ovvero le verità di fede non sono per nulla evidenti e la ragione non le può indagare; solo la fede, dono gratuito di Dio, può illuminarle; ma se tra Dio ed il mondo non possiamo porre alcun legame, se non la pura volontà di Dio, ne consegue che l'unica conoscenza è la conoscenza dell'individuo. Se la conoscenza non è universale ma dell'individuo, ne consegue:
- crollano i sistemi aristotelici e tomisti;
- si negano i concetti di sostanza;
- non ha senso parlare di "potenza" e "atto";
- la conoscenza è solo empirica;
- svolta nominalista nella disputa sugli universali;
- la Scolastica volge davvero al tramonto: uno dei pilastri era infatti l'indagine razionale della fede, istanza che Occam nega.

Al suo nome si è ispirato Umberto Eco per il personaggio Guglielmo da Baskerville, protagonista del romanzo Il nome della rosa: lo stesso Guglielmo da Occam viene espressamente citato nel romanzo.

### Etica e teologia

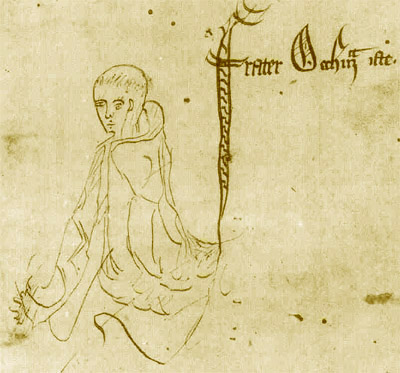
Guglielmo d'Occam

Centro del pensiero di Occam è il volontarismo, la concezione secondo cui Dio non avrebbe creato il mondo per "intelletto e volontà" (come direbbe Tommaso d'Aquino), ma per sola volontà e dunque in modo arbitrario, secondo la sua imperscrutabile volontà, senza né regole né leggi, che ne limiterebbero, secondo Occam, la libertà d'azione.
Ne consegue che anche l'essere umano è del tutto libero, e solo questa libertà può fondare la moralità dell'uomo, i cui meriti o demeriti non possono in alcun modo influenzare la libertà di Dio. La salvezza dell'uomo non è quindi frutto della predestinazione, né delle opere dell'uomo; è soltanto la volontà di Dio che determina, in modo del tutto inconoscibile, il destino del singolo essere umano. Questa posizione di Occam, che riprende e porta alle estreme conseguenze la concezione volontaristica già propria di Duns Scoto, anticipa per alcuni aspetti la riforma protestante di Martin Lutero; conseguenza del pensiero di Occam, infatti, è la negazione del ruolo di mediazione fra Dio e l'uomo che la Chiesa si è attribuita.
Il papa è fallibile e non può attribuirsi alcun potere, né temporale (l'impero, infatti, esiste da tempo più remoto, rispetto alla Chiesa, e non discende dal Papa ma direttamente da Dio), né spirituale, giacché la sola possibilità per l'uomo di salvarsi deriva dalla grazia divina. Nel Dialogus sostenne come l'imperatore fosse superiore alle leggi, ma sottoposto al proprio popolo, il quale, nel caso in cui egli non rispettasse il principio dell'equità naturale era autorizzato a disubbidirgli. La delega che il popolo dava all'imperatore nell'esercitare il potere era quindi vincolata al suo buon operato e non assoluta.
Con Marsilio da Padova queste tesi furono tra i fondamenti del potere statale inteso in senso moderno.

### Il rasoio di Occam
Sulla base di queste premesse, Occam applica il tradizionale principio medievale di semplicità della natura per eliminare tutto ciò che contrasta col volontarismo: vanno quindi superati, perché superflui e astratti, concetti come "essenza" e "legge naturale". Si tratta dell'applicazione del principio economico dell'eliminazione dei concetti superflui per spiegare una realtà intesa volontaristicamente: è mediante questo procedimento, sinteticamente definito il rasoio di Occam, che l'intelletto umano può e deve liberarsi di tutte quelle astrazioni che erano state ideate dalla scolastica medievale.
Frustra fit per plura quod potest fieri per pauciora, ma anche (sebbene non reperibile in tale forma negli scritti di Occam) entia non sunt multiplicanda praeter necessitatem, sono le massime che costituiscono l'espressione lapidaria del cosiddetto rasoio di Occam che riassume, semplificando il concetto al massimo, il principio del valore della spiegazione più semplice, che infine si riduce al primato dell'individuo, come unica realtà su cui poggia tutto il sistema della conoscenza.

### Disputa sugli universali
Coerente con la conclusione soprariportata (entia non sunt multiplicanda) è anche la sua posizione nella disputa sugli universali, all'interno della quale è considerato il più importante esponente piuttosto del terminismo che del concettualismo e del nominalismo, dottrina contrapposta al tomismo e allo scotismo.
Applicando la dottrina della suppositio, secondo cui i termini hanno l'unico scopo di indicare qualcosa di reale, ma esterno e differente da loro (essi cioè sono segni del tutto convenzionali, che stanno in luogo delle cose), Occam conclude che l'universale altro non è che un termine, e quindi la sua unica realtà è nella condivisione universale nell'uso di quel certo termine anziché altri (ovvero post-rem).
I termini possono essere quindi categorematici, cioè esprimere predicati come uomo e animale, o sincategorematici, cioè utili per svolgere connessioni (ad esempio ogni e ciascuno); oppure assoluti, o connotativi; essi in ogni caso sono intentiones, cioè atti intenzionali della coscienza con cui essa adopera un segno per indicare una determinata cosa di cui è accertata l'esistenza. Ne consegue la falsità di tutti quei termini che stanno a indicare cose inesistenti; la logica terministica di Occam assume quindi il ruolo, in quanto logica formale, di assicurare la validità delle proposizioni, ma solo la conoscenza empirica potrà poi verificare le stesse alla prova dei fatti e assicurare il collegamento fra i nomi e la realtà cui essi fanno segni.
All'applicazione rigorosa della logica terministica e dell'empirismo consegue la critica di Occam ai concetti di causa e sostanza, elementi basilari della metafisica tradizionale. Anche in questo caso si tratta di termini apparentemente universali, che però stanno in luogo di realtà inesistenti: empiricamente infatti l'ente consiste di molteplici qualità, ma non è nulla di diverso dalle qualità stesse; non esiste un sostrato, una sostanza, al di fuori di ciò che di quell'ente si può predicare. Ugualmente, seppure empiricamente ci sembra che una certa successione di fatti ci permetta di concludere l'esistenza di una causa distinta dai suoi effetti, in realtà non c'è alcuna certezza che questa causa sia unica e universale.

### La gnoseologia
Nella sua teoria della conoscenza Occam sostiene, ispirandosi a Giovanni Duns Scoto, che si possa parlare di due forme di conoscenza: intuitiva e astrattiva.
La prima può essere:
- perfetta: perché si rifà all'esperienza, la quale ha sempre per oggetto una realtà attuale e presente;
- imperfetta: perché si può rifare ad una realtà del passato; la conoscenza intuitiva imperfetta deriva comunque da una esperienza;
- sensibile: perché si rifà all'esperienza sensibile;
- intellettuale: perché l'intelletto per formare un'opinione sugli oggetti della conoscenza sensibile ha anche bisogno dell'intuizione.

La seconda non vuole definire l'esistenza o meno di una cosa, poiché essa si limita a dirci come una cosa sia. Inoltre questo tipo di conoscenza deriva dalla conoscenza intuitiva, visto che è impossibile avere una conoscenza astratta di qualcosa se prima non se ne abbia avuta l'intuizione.
La realtà, pertanto, secondo Occam, viene conosciuta empiricamente, attraverso la conoscenza intuitiva immediata, mentre gli universali vengono conosciuti attraverso la conoscenza astratta ovvero attraverso la rappresentazione che di essi fa la mente, ma non hanno esistenza reale. Per la sua scarsa fiducia nella ragione umana, e per l'esaltazione della conoscenza sensibile, egli si presenta come principale esponente della crisi del pensiero scolastico medievale, caratterizzato, invece, da una grande fiducia nella capacità dell'uomo di comprendere la realtà mediante l'uso della facoltà razionale.

### Il pensiero politico
Il Venerabilis Inceptor viae modernae ("venerato iniziatore del nuovo modo di fare filosofia e teologia") ha esteso le proprie concezioni anche alla politica, suo ultimo campo di ricerca. Il suo pensiero era basato su tre grandi principi applicabili sia alla filosofia e all'etica, sia alla teologia ed all'ecclesiologia:
- contingenza: la situazione come punto di partenza di qualsiasi analisi, giudizio e opzione politici, in luogo di un ordine metafisico prestabilito con il quale misurare la realtà;
- immediatezza: eliminare le istanze intermedie inutili, se diritto esiste che esso venga rispettato senza ingerenze e che venga garantito da una teoria del potere temporale confacente;
- individualità: non in senso metafisico, bensì intesa come l'affermarsi in campo politico dell'individuo (imperatore, re o principe) con una propria creatività e volontà politiche e sociali, si prospetta l'autonomia dell'"homo politicus" dall'"homo christianus".

Nel Breviloquium de principatu tyrannico (Breve discorso sul governo tirannico), "tyrannicus" è riferito al principato papale irrispettoso dei diritti dell'imperatore, i cui poteri sono stati concessi da Dio e non semplicemente permessi. Più precisamente Occam individua due modalità di concessione dei poteri temporali all'impero:
- per consenso libero e spontaneo dei popoli, in forza dell'equità naturale e della potestas constituendi principem;
- attraverso la guerra giusta in caso di difesa, di ingiustizia o di crimine, trasformandosi da tirannico in giusto.

Con questo è garantita l'autonomia del potere temporale nei confronti di quello spirituale. Sul piano biblico viene più volte ricordato da Occam il fatto che né Gesù, né gli apostoli hanno mai accusato Erode, Ponzio Pilato o Nerone di usurpazione di giurisdizione: Cristo non è venuto per abolire o diminuire i potenti del suo tempo, pur essendo egli stesso re (cfr. Giovanni 18,36).
Non si può concludere con certezza che questo entrare in difesa dei diritti altrui - diritti garantiti dall'amore indiscriminato di Dio per tutti gli uomini e tutte le creature, e dalle leggi assiomatiche della libertà, della povertà e della semplicità evangeliche - costituisca il fondamento francescano su cui poggiano le teorie occamiste. Senz'altro esse motivano, però, la sua lotta contro le teorie di una papale "plenitudo potestatis": anche la famosa allegoria sole-papa/luna-imperatore viene contraddetta dal Nostro, il quale, pur ammettendo la contrapposizione maggiore/minore (Occam ha un'altissima considerazione del potere spirituale e delle funzioni proprie della Chiesa; in questo senso, e solo in questo senso, li considera d'importanza maggiore), non concede ai curialisti, difensori della pienezza del potere papale, l'argomento secondo il quale la luna avrebbe origine dal sole.
Il Papa ottiene il suo potere dal Concilio e, quindi, dal complesso di tutti i credenti, così come l’imperatore, che è eletto dal popolo, è depositario di un potere la cui origine sta nel popolo, che è sempre l'autentica sovrano. Occam porta in campo ecclesiastico la teoria 
della sovranità popolare che il suo contemporaneo Marsilio da Padova proponeva nell'ambito civile. Nel Dialogo sul Papa eretico, il primo e unico trattato del  Dialogus integralmente compiuto, Occam e un suo allievo cercano i rimedi leciti per liberare la società dal potere tirannico di un papato corrotto ed eretico.
- Diritti dell'Impero

All'Impero viene riconosciuta piena autonomia nel campo temporale e Occam lo difende a "penna tratta" dall'ingerenza del potere spirituale. Alla "plenitudo potestatis" dei curialisti di Avignone viene contrapposta la legge della libertà evangelica, la quale sola basta a legittimare il potere imperiale.
Dio stesso già nell'AT (cfr. Genesi 14,22-23, 2 Cron 36,22-23) rispetta i diritti di re e faraoni (diritto di proprietà e autorità legittima) e concede aiuti e benefici anche agli infedeli (cfr. Gen 3,16: validità e liceità del matrimonio fra infedeli).
Centrale nell'argomentazione occamista è la teoria della concessione per diritto divino e per estensione a tutto il genere umano del dominio comune (cfr. Genesi 1,27-29) sulle cose inanimate, le piante e gli animali. Questo dominio "in communi" garantisce il diritto alla sopravvivenza e ad una vita dignitosa e può essere ristretto solo in caso di necessità. A questo dominio, a loro volta, sono ancorate due "potestates", o diritti fondamentali:
- potestas appropriandi res temporales tam rationales, (diritto al possesso delle cose);
- potestas instituendi rectores iurisdictionem habendi, (diritto di istituire governanti godenti di giurisdizione).

Vi sono però anche altre concessioni divine quali la vita, la salute, la moglie, i figli e l'uso della ragione. Come premesso questi diritti sono divini e conferiti a tutti gli uomini, fedeli o infedeli, e quindi inalienabili, "sine necessitate". La clausola di necessità si riferisce sempre a gravi crimini o alla tirannia. L'uomo può dunque far uso dei beni temporali a proprio vantaggio e istituire "rectores" che lo governino in base al retto uso della ragione. Su questa concezione del diritto imperiale si fonda la pari dignità dell'impero nei confronti della Chiesa e la loro complementarità nella gestione e salvaguardia, all'interno di un'autonomia funzionale, del bene comune temporale e spirituale, scopo di entrambe le istituzioni. Occam non abbraccia però la teoria di un Marsilio da Padova sulla suddivisione dei poteri, bensì vede un impero autosufficiente, ma in relazione con la Chiesa. La Chiesa, quindi, gode unicamente di un diritto casuale (non regolare) d'ingerenza (per esempio per richiedere da parte dei fedeli il proprio sostentamento); l'impero dal canto suo potrà vigilare (anche qui però solo per diritto casuale) a che la Chiesa svolga la propria missione di salvezza.
- Il "rasoio politico" di Occam

L'ormai famoso rasoio di Occam "Non sunt moltiplicanda entia sine necessitate" non lo troviamo in questa formulazione nei suoi scritti, bensì nella seguente "Frustra fit per plura quod potest fieri per pauciora" (si fa inutilmente con molte cose ciò che si può fare con poche cose), più precisa se dalla pura speculazione ci rivolgiamo anche alle sue applicazioni ecclesiologiche o politiche. Occam parte da un profondo rispetto del "dominium in communi" concesso da Dio a tutti gli uomini, dal quale procedono le "potestates" e gli altri diritti di cui sopra. Costruendo le proprie teorie politiche su questa base non ritiene possibile un'estensione del potere papale a detrimento di quanto Dio ha concesso agli uomini. Estensione significa moltiplicazione dei privilegi e delle eccezioni, delle leggi e delle istanze intermediarie tra Dio e gli uomini, in modo da poter interferire maggiormente negli affari imperiali. Occam preferisce ai molti i pochi diritti della Chiesa in campo politico e accusa apertamente il papa e i curialisti di quattro eresie:
- prima eresia: uguagliare il potere petrino a quello divino, permettendo al papa di intromettersi ordinariamente nella gestione dell'impero;
- seconda eresia: affermare che il papa può comandare quanto Dio chiese ad Abramo Gen 22,2 (consegue dalla prima);
- terza eresia: conferire al papa il potere di istituire nuovi sacramenti;
- quarta eresia: concedere al papa il diritto di privare i re dei loro regni.

Se il rasoio taglia i poteri papali, rinforza quelli imperiali garantendone l'autonomia nei confronti dell'arbitrio papale. Occorre dunque correlare di eccezioni il contestatissimo versetto di Matteo 16,19 Quodcumque ligaveris super terram, etc.; infatti questo enunciato, pur essendo stato proferito "generaliter", non possiamo in alcun modo intenderlo "generaliter sine omni exceptione". Le eccezioni o limitazioni al potere papale nei confronti dell'Impero sono perlomeno tre, tre nuove incisioni apportate alla "plenitudo potestatis":
- il diritto legittimo dei re, degli imperatori e di altri (cfr. Matteo  22,21[20] e Giovanni 18,36[21]);
- le libertà concesse ai mortali da Dio e dalla natura (cfr. Luca 11,46[22] e Matteo  23,4[23]), eccezione derogabile solo in caso di necessità urgente e utilità manifesta;
- il "modus nimis onerosus et gravis in ordinando", affinché non risulti impossibile ai sudditi del papa, ciò che era loro possibile nella libertà evangelica.

Quel "modus nimis onerosus et gravis in ordinando" è la formulazione che troviamo nel Breviloquium de principatu tyrannico e che meglio esprime ciò che qui abbiamo definito "rasoio politico di Occam": rispettare il diritto prestabilito da Dio, limitare il proprio potere allo stretto necessario, trovare le modalità giuste per esprimere il potere legittimo. Si ribadisce comunque il diritto-dovere all'obiezione ed alla critica, quando diritti e libertà di terzi vengono calpestati con le parole del Salmo 23, "proiciamus a nobis iugum ipsorum".

## Opere
L'edizione di riferimento delle opere filosofiche (7 volumi) e teologiche (10 volumi) è Guillelmi de Ockham: Opera philosophica et theologica, a cura di Gideon Gál et alii, St. Bonaventure, New York, The Saint Bonaventure University Press, 1967–88.
Le opere politiche, tranne il Dialogus, sono state edite in 4 volumi da H. S. Offler et alii, Guillelmi de Ockham. Opera politica Manchester, Manchester University Press, voll. 1–3; Oxford, Oxford University Press, vol. 4, 1940-97. Di seguito sono indicate le opere principali (tra parentesi la data di composizione, quando è nota).

### Filosofia
- Summa Logicae (c. 1323)
- Summa aurea super artem veterem Aristotelis, (1321-24)
  - Expositio in librum Porphyrii de Praedicabilibus
  - Expositio in librum Praedicamentorum Aristotelis
  - Expositio in librum Perihermenias Aristotelis
- Tractatus de praedestinatione et de prescientia dei respectu futurorum contingentium
- Expositio super libros Elenchorum
- Expositio in libros Physicorum Aristotelis (1322-24)
- Brevis summa libri Physicorum (1322-23)
- Summula philosophiae naturalis (1319-21)
- Quaestione in libros Physicorum Aristotelis (prima del 1324)

### Religione
- In libros Sententiarum (Commento alle Sentenze di Pietro Lombardo)
  - Libro I (Ordinatio) completato dopo luglio 1318
  - Libri II-IV (Reportatio) 1317-18 (trascrizione delle lezioni)
- Quodlibeta septem (prima del 1327)
- De univocatione entis
- De sacramento altaris
  - Tractatus de quantitate (1323-24)
  - De corpore christi (1323-24)

### Politica
- Opus nonaginta dierum (1332-34)
- Epistola ad fratres minores (1334)
- Dialogus (prima del 1335)
- Tractatus contra Johannem [XXII] (1335)
- Tractatus contra Benedictum [XII] (1337-38)
- Octo quaestiones de potestate papae (1340-41)
- Consultatio de causa matrimoniali (1341-42)
- Breviloquium (1341-42)
- De imperatorum et pontificum potestate (1346-47)

### Scritti di dubbia autenticità
- Tractatus minor logicae (1340-47)
- Elementarium logicae (1340-47)

### Scritti non autentici
- Tractatus de praedicamentis
- Quaestio de relatione
- Centiloquium
- Tractatus de principiis theologiae

### Riferimenti
Il supercomputer Occam del Centro di Competenza sul Calcolo scientifico C3S dell'Università degli Studi di Torino prende il nome dal principio di problem-solving descritto da Guglielmo di Occam.